# Severn Cullis-Suzuki
Severn Cullis-Suzuki (Vancouver, 30 de novembro de 1979) é uma ativista ambiental canadense, palestrante, apresentadora de televisão e autora. Ela falou ao redor do mundo sobre questões ambientais, instando os ouvintes a definir seus valores, agir com o futuro em mente e assumir a responsabilidade individual. Ela é filha do ambientalista canadense David Suzuki.

## Biografia
Cullis-Suzuki nasceu e foi criada em Vancouver, Colúmbia Britânica. Sua mãe é a escritora Tara Elizabeth Cullis e seu pai, o geneticista e ativista ambiental David Suzuki, ela é da terceira geração de japoneses canadenses. Enquanto cursava a Escola Elementar Lord Tennyson em francês, aos 9 anos de idade fundou a Environmental Children's Organization (ECO), um grupo de crianças dedicadas a aprender e ensinar outros jovens sobre questões ambientais. Em 1992, aos 12 anos, Cullis-Suzuki arrecadou dinheiro com membros do ECO para participar do Earth Summit (1992) no  Rio de Janeiro.Juntamente com as membros do grupo Michelle Quigg, Vanessa Suttie e Morgan Geisler, Cullis-Suzuki apresentou questões ambientais do ponto de vista da juventude na cúpula, onde foi aplaudida por um discurso aos delegados. Desde então, o vídeo se tornou um hit viral, popularmente conhecido como "A Garota que Silenciou o Mundo por 5 Minutos".  Em 1993, ela foi homenageada no Programa das Nações Unidas para o Meio Ambiente, Global 500 Roll of Honor.  Em 1993, a editora Doubleday publicou seu livro Tell the World , um livro de 32 páginas de medidas ambientais para famílias.
Cullis-Suzuki se formou na Universidade de Yale em 2002 com um Bacharelado em Ciências em ecologia e biologia evolutiva. Depois de Yale, Cullis-Suzuki passou dois anos viajando, ela co-organizou o "Suzuki's Nature Quest", uma série de televisão infantil que foi ao ar no Discovery Kids em 2002.
No início de 2002, ela ajudou a lançar um think tank baseado na Internet chamado The Skyfish Project. Como membro do Kofi Annan's Special Advisory Panel, ela e os membros do Projeto Skyfish trouxeram seu primeiro projeto, uma promessa chamada "Reconhecimento de Responsabilidade", ao Rio+10 em Johannesburg em agosto de 2002. O Skyfish Project dissolveu-se em 2004 quando Cullis-Suzuki voltou seu foco para a escola. Ela se matriculou em um programa de pós-graduação na Universidade de Victoria para estudar etnobotânica sob Nancy Turner, terminando em 2007.
Severn é casada e vive com o marido e dois filhos em Haida Gwaii, Colúmbia Britânica, anteriormente nas Ilhas Queen Charlotte.
Severn Cullis-Suzuki é o personagem principal do documentário  Severn, a voz dos nossos filhos , dirigido por Jean-Paul Jaud e lançado teatralmente na França em 10 de novembro de 2010.
Cullis-Suzuki é membro do Conselho Internacional da Carta da Terra.